# Гомењи
Гомењи (фр. Gommegnies) насеље је и општина у североисточној Француској у региону Север Па де Кале, у департману Север која припада префектури Авне сир Елп.
По подацима из 2011. године у општини је живело 2279 становника, а густина насељености је износила 144,42 становника/km². Општина се простире на површини од 15,78 km². Налази се на средњој надморској висини од 124 метара (максималној 152 m, а минималној 100 m).

## Демографија
| 1962. | 1968. | 1975. | 1982. | 1990. | 1999. | 2011. |
| ----- | ----- | ----- | ----- | ----- | ----- | ----- |
| 1.836 | 1.929 | 1.878 | 1.780 | 2.004 | 2.002 | 2.279 |

График промене броја становника у току последњих година